# Купер, Томас (артист)
То́мас Фре́дерик Ку́пер (англ. Thomas Frederick «Tommy» Cooper; 19 марта 1921, Кайрфилли, Великобритания — 15 апреля 1984, Лондон, Великобритания) — английский актёр, комик и иллюзионист. Известен своей красной феской, в которой выступал на сцене, и крупным телосложением (1,93 м и 95 кг). Во время своего выступления в прямом эфире перед миллионами телезрителей получил сердечный приступ, вскоре после чего скончался.

## Биография
Родился 19 марта 1921 года в городе Кайрфилли, Уэльс, в семье Томаса Купера, бывшего сержанта британской армии, ставшего шахтёром, и его жены — Катрины Гертруды (в девичестве Райт) из местечка Кредитон в графстве Девон.
Когда Томасу было три года, отец принял решение уехать из Кайрфилли по причине загрязнённого воздуха в город Эксетер этого же графства. Именно здесь, в регионе Уэст-Кантри, Томас приобрёл акцент, который стал частью его имиджа. Когда мальчику исполнилось восемь лет, его тётя купила ему набор юного фокусника и он часами оттачивал различные трюки. К тому же его брат Дэвид (род. 1930) открыл в 1960-е годы собственный магазин иллюзионных принадлежностей D. & Z. Cooper's Magic Shop в Слау. После окончания школы Купер стал судоводителем, работал в Саутгемптоне.

### Во времявойны
В 1940 году он был призван рядовым в Королевскую конную гвардию (англ.), прослужив там 7 лет. Некоторое время воевал в Египте. Купер стал членом организации, созданной британским правительством — NAAFI (англ.) и разработал для неё ряд фокусных трюков, с комедией. В Каире по воле случая стал выступать в феске, которую одолжил у проходящего официанта, получив огромный успех.

### Личная жизнь
С 1967 года и до своей смерти Томас Купер состоял в отношениях со своей личной помощницей Мэри Филдхаус (англ. Mary Fieldhouse), о чём она написала в своей книге For the Love of Tommy (1986). Их сын Томас (1956—1988), известный как Томас Генти (англ.) был актёром.

## Карьера
Демобилизовавшись из армии в 1947 году, Томас Купер занялся шоу-бизнесом. Выступал в различных театрах по всей стране, а также во многих лучших ночных клубах Лондона, иногда выдавая по 52 шоу в течение одной недели. Развив свои навыки иллюзиониста, стал членом британской организации The Magic Circle. Затем Купер взял перерыв в амплуа комика, работая тромбонистом в группе с названием «The Jackdaws». После этого в течение двух лет выступал в туре по Европе с пантомимой, играя одну из уродливых сестёр Золушки. Кульминацией этого периода его деятельности стала работа в лондонском театре Windmill Theatre (англ.). Единственным агентом Купера до самой его смерти был Мифф Ферри (англ. Miff Ferrie).
После своего дебюта на Би-би-си в шоу талантов «New to You» в марте 1948 года, Купер начал выступать с собственным шоу и был популярен у зрителей в течение почти 40 лет. Благодаря своим многочисленным телевизионным шоу, в середине 1970-х годов он был одним из самых узнаваемых комиков в мире.
К 1980 году компания Thames Television (англ.) сообщила Куперу, что его выступление в «Cooper’s Half Hour» будет последним (из-за его проблем со здоровьем). Некоторое время он продолжал работу с Эриком Сайксом.

## Здоровье и смерть
К концу 1970-х годов алкоголь начал подрывать здоровье Купера, на него свалились и другие болезни, но он продолжал пить и курить. Из-за этого он стал терять роли, всё меньше выступал в шоу.

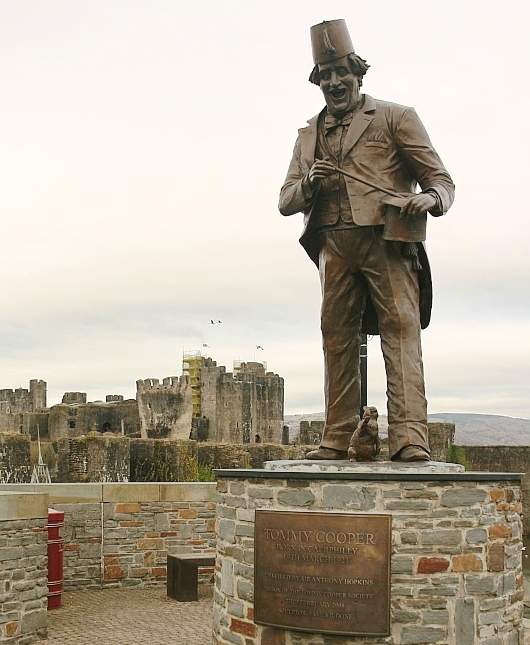
Памятник Томасу Куперу в Кайрфилли

Умер 15 апреля 1984 года в Лондоне в результате сердечного приступа в прямом эфире перед миллионами телезрителей во время трансляции шоу «Live from Her Majesty’s». В ходе выступления Купер сел на сцену, а затем завалился на спину, потеряв сознание. Зрители в зале продолжали смеяться, считая, что это часть номера. Спустя полминуты режиссёр трансляции включил рекламную паузу, шоу продолжилось без Купера, а за кулисами делались попытки вернуть его к жизни. Вызванная скорая помощь отвезла актёра в Westminster Hospital (англ.), где сразу по прибытии он был объявлен мёртвым.
Его тело было кремировано в лондонском крематории Mortlake Crematorium (англ.).

## Наследие
На родине Купера в Каэрфилли был возведен памятник (создан в 2008 году Джеймсом Доуном) при участии его друга Энтони Хопкинса, который является покровителем «Общества Томми Купера».
В 2009 году в День Красного Носа на статую был надет Красный клоунский Нос, позже он был украден.
В опросе 2005 года Comedians 'Comedian Купер был признан шестым величайшим комедийным актёром среди комиков.
В 2012 году Британский фонд сердца провёл серию рекламных объявлений с участием Томми Купера, чтобы повысить осведомленность о сердечных заболеваниях. К ним относятся плакаты с изображением классических шуток Купера.
В августе 2016 года было объявлено, что Музей Виктории и Альберта приобрел 116 коробок бумаг и реквизитов Купера, включая его «файлы шуток», в котором он скрупулезно записывал свои шутки. Музей сказал, что он использовал систему хранения в алфавитном порядке «с тщательностью архивиста».